# Juciely Barreto
Juciely Cristina da Silva Barreto, anche nota semplicemente come Juciely (João Monlevade, 18 dicembre 1980), è una pallavolista brasiliana.
Gioca nel ruolo di centrale nel Rio de Janeiro Vôlei Clube.

## Carriera
La carriera di Juciely Barreto inizia a livello giovanile nell'Associação Esportiva e Recreativa USIPA, prima di debuttare nella Superliga brasiliana nella stagione 2000-01 con la maglia del Clube Desportivo Macaé Sports. Nei due campionati successivi veste la maglia del Minas Tênis Clube, per poi passare all'Associação Desportiva Classista Finasa di Osasco nella stagione 2003-04, vince il Campionato Paulista ed il suo primo scudetto. Gioca poi per tre stagioni nel Brasil, prima di ritornare al Minas Tênis Clube. Nel 2008-09 e nel 2009-10 gioca rispettivamente per il Brusque ed il São Caetano, col quale ottiene il terzo posto in Superliga.
Nella stagione 2010-11 viene ingaggiata dal Rio de Janeiro Vôlei Clube, col quale vince subito prima il Campionato Carioca e poi lo scudetto, venendo premiata come miglior muro del campionato; nell'estate del 2011 debutta poi in nazionale, aggiudicandosi la Coppa panamericana, classificandosi al secondo posto al World Grand Prix, vincendo il campionato sudamericano e vincendo poi la medaglia d'oro ai XVI Giochi panamericani. La stagione successiva vince nuovamente il campionato statale ed è nuovamente finalista nella Superliga brasiliana, tuttavia perdendo contro l'Osasco Voleibol Clube; durante l'estate del 2012 è nuovamente finalista al World Grand Prix. Nella stagione 2012-13 vince tutte le competizioni a cui prende parte col suo club: si aggiudica il terzo campionato statale consecutivo, il suo terzo scudetto, ricevendo nuovamente il premio di miglior muro della competizione, ed il Campionato sudamericano per club, vinto per altre tre volte; con la nazionale vince la medaglia d'oro al World Grand Prix e al campionato sudamericano.
Nella stagione successiva vince col club ancora un campionato statale ed il quarto scudetto della propria carriera, successo ripetuto anche nel campionato 2014-15; nel 2015 con la nazionale vince la medaglia di bronzo al World Grand Prix e quella d'oro al campionato sudamericano, mentre nel 2016 l'oro al World Grand Prix.

## Palmarès

### Club
- Campionato brasiliano: 5

2003-04, 2010-11, 2012-13, 2013-14, 2014-15
- Campionato Paulista: 1

2003
- Campionato Carioca: 5

2010, 2011, 2012, 2013, 2014
- Campionato sudamericano per club: 4

2013, 2015, 2016, 2017

### Nazionale (competizioni minori)
- Coppa panamericana 2011
- Giochi panamericani 2011
- Montreux Volley Masters 2013

### Premi individuali
- 2011 - Superliga brasiliana: Miglior muro
- 2013 - Superliga Série A brasiliana: Miglior muro
- 2015 - World Grand Prix: Miglior centrale
- 2015 - Campionato sudamericano: Miglior centrale
- 2018 - Campionato sudamericano per club: Miglior centrale